# Liste der denkmalgeschützten Objekte in Albersdorf-Prebuch
Die Liste der denkmalgeschützten Objekte in Albersdorf-Prebuch enthält die denkmalgeschützten, unbeweglichen Objekte der Gemeinde Albersdorf-Prebuch im steirischen Bezirk Weiz.

## Denkmäler
| Foto |                 | Denkmal                                         | Standort                  | Beschreibung | Metadaten |
| ---- | --------------- | ----------------------------------------------- | ------------------------- | ------------ | --- |
| ja   | Datei hochladen | Bildstock HERIS-ID: 83484 Objekt-ID: 97426      | Standort KG: Kalch        |              | BDA-Hist.: Q38180700 Status: § 2a Stand der BDA-Liste: 2025-06-30 Name: Bildstock GstNr.: 1290/2                                |
| ja   | Datei hochladen | Rupertikapelle HERIS-ID: 83482 Objekt-ID: 97424 | Standort KG: Postelgraben |              | BDA-Hist.: Q38180691 Status: § 2a Stand der BDA-Liste: 2025-06-30 Name: Rupertikapelle GstNr.: .40 Rupertikapelle, Postelgraben |